# Eromenos

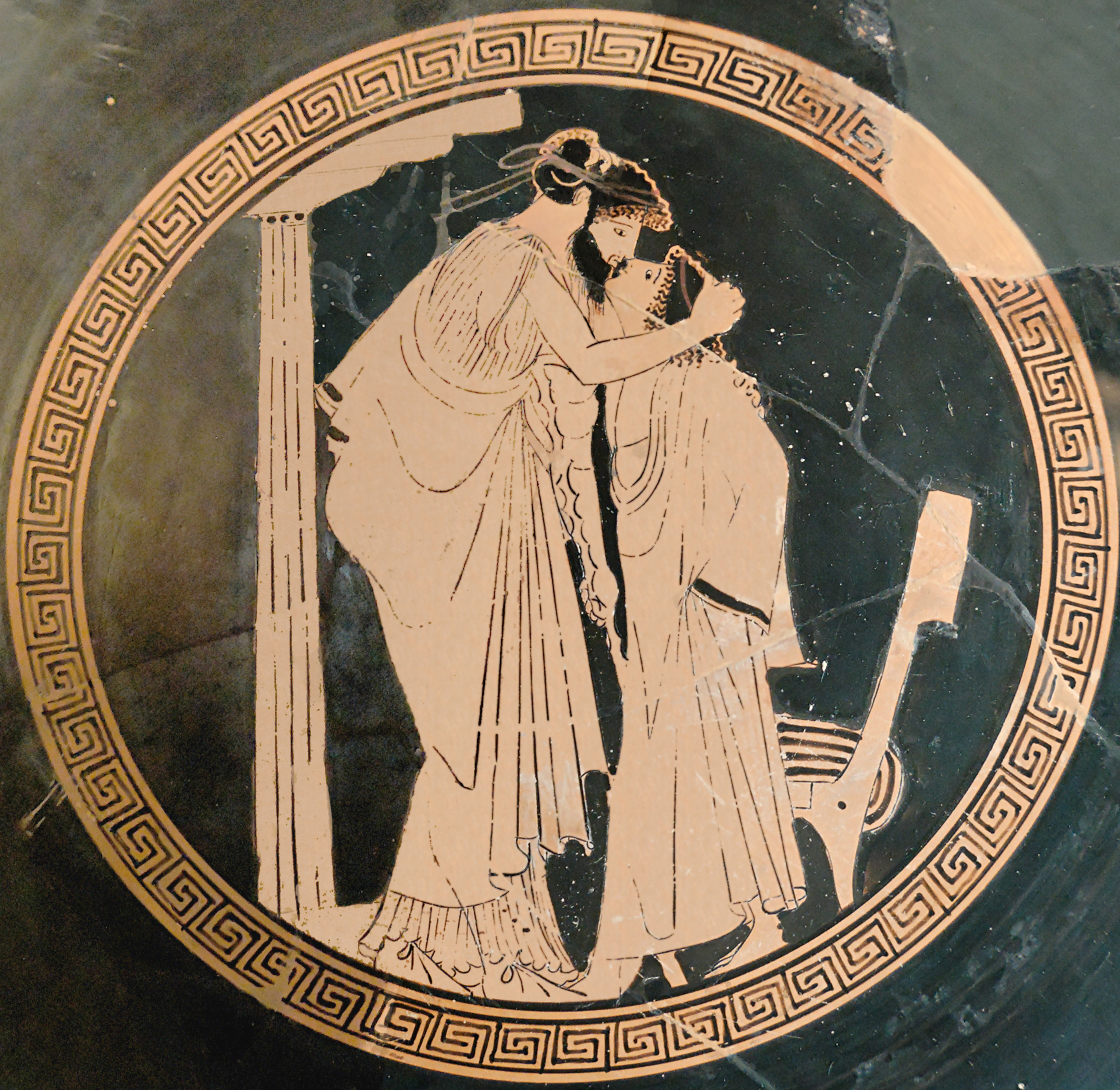
Un eromenos (ragazzo) con un erastès (adulto). Interno di una kylix attica a figure rosse, al Museo del Louvre

Con il termine eròmenos (in greco ἐρώμενος, plurale: ἐρώμενοι erṑmenoi) veniva chiamato, nella tradizione della pederastia greca, e soprattutto ad Atene, un adolescente che aveva una relazione d'amore con un uomo adulto, conosciuto come erastès (ἐραστής). Viene solitamente tradotto in italiano con "amato". 
La pederastia greca si diffuse poi nell'antica Roma.

## Ruolo
Secondo l'ideologia aristocratica dell'erotopedagogia propugnata da Platone in poi, che rappresenta la giustificazione di maggior successo di tale tipo di rapporto, esso avrebbe dovuto avere un contenuto di tipo educativo, ed essere anche di tipo affettivo e passionale, ma non necessariamente sessuale. In altre città-stato greche furono utilizzati termini diversi, come αἰτής aitḕs "uditore" a Sparta e κλεινός kleinòs "glorioso" e παρασταθένης parastathènēs "quello che sta vicino" a Creta.
Secondo l'ideologia sopra citata, l'eromenos doveva essere valutato non solo per la sua bellezza, ma anche per la sua modestia, industriosità e coraggio. Nel Simposio di Platone gli eromeni sono descritti come i ragazzi "migliori", e la loro caratteristica era:
Dopo il raggiungimento dell'età della maturità (circa 18 anni) l'eromenos sarebbe passato al ruolo di erastès, corteggiando e conquistando un eromenos per sé. A seguito soprattutto della pubblicazione dell'opera di Kenneth Dover intitolata L'omosessualità nella Grecia antica nel 1978 i due termini di erastès ed eromenos sono divenute le parole standard per definire i due ruoli della relazione pederastica. Entrambe derivano dal verbo ἐράω eràō col significato di "amare" (da cui discende pure il nome del dio Eros).
La parola ἐρώμενος erṑmenos (plurale ἐρώμενοι erṑmenoi) è la forma maschile del participio presente passivo di ἐράω eràō, inteso da Dover come il partner passivo e subordinato; un eromenos poteva anche essere chiamato παῖς pàis, "fanciullo". Il παῖς è sempre stato considerato un futuro cittadino e non certo un oggetto inferiore di gratificazione sessuale e con un tal rispetto viene ritratto nelle arti visive e nella scultura greca; la parola può essere intesa anche come un vezzeggiativo, come lo potrebbe usare un genitore e lo si trova anche nella poesia di Saffo, con una designazione in tal caso esclusivamente relativa all'età.

## Nella mitologia classica
Tipici tratti di eròmenos sono ravvisabili in personaggi mitologici come Achille, Ila, Ati, Eurialo, Clizio.